# Wolfgang Leinberer
Wolfgang Leinberer (Stuttgart, 19 de outubro de 1635 — Altötting, 22 de junho de 1693) foi um padre da Companhia de Jesus, astrônomo, filósofo e matemático alemão, considerado “o mais envolvido e talvez o mais engenhoso discípulo do famoso matemático Padre Athanasius Kircher  em Roma”.
Ensinou Gramática, Humanidades, Retórica, Matemática e Filosofia na Universidade de Ingolstadt.
Na mesma instituição, foi também mestre de noviços e reitor. Foi socius do Provincial por cinco anos e Instrutor de Padres do 3º ano em Altötting, cargo em que viria a falecer.

## Obra Impressa
- Theoria cometae mense Decembri anni M.DC. LXIV lanuario item ac Februario Anni M. DC. LXV.  Ingolstadii observati una cum tabula uranographica eiusdeim progressum exhibente. Adiecta insuper mantissa de novo cometa exeuente Martio labentis Anni nobis exorta Praeside Wolfgango Leinberer Soc. Jesu Matheseos Professore ordinario. In Catholica et Electorali Vniversitate Ingolstadiensi publicae concertationi proposita a … Joanne Georgio Sneger… Mense Aprili die XXIX. Typis Joannis Ostermaieii Anno M. DC. LXV., 4°, pp. 20.
- Eclipsis solis Anno M. DC. LXVI. 11 Julii Ingolstadii observata, et una cum Paradoxis ex varia Mathesi depromptis publica disceptatione illustrata a Perillustri Domino Francisco Joanne Bronicki Comité a Bronice Equité Polono sacrae Regiae Majestatis Poloniae Cubiculario, Philosophiae et Matheseos Studioso. Praeside Wolfgango Leinberer Soc. Jesu, Matheseos Professore ordinario, Philosophicae Facultatis tum Decano. In Catholica et Electorali Universitate Ingolstadiana: IV Augusti Anno M. DC. LXVI. Tvpis Georgii Haenlini, 4º, pp. 16.
- Disputatio philosophica de Mundo elementari. Anno 1669. — Ded. a S. Fr. Xavier. — [Gravura de Matth, Küsel, sobre desenho de J. Uinbach].
- Disputatio Philosophica de Natura et Perfectione Mundi, quam in Calholica el Electorali Vniversitate Ingolstadiana publice defendendam suscepit Illustris ac Generosus D. Joonnes Chrislopliorus Mändl L. B. a Deütenhoven, Metaphisicae et Institutiouum Juris Studiosus. Praeside Wolfgango Leinbcrer Soc Jesu. Philosophiae Professore Ordinario. Mense Junio Anno M.DC LXX. Ingolsladii, apud Joannem Simonem Knab, 4º, pp. 43.
- Disputatio Philosophica de Authore et Origine Mundi, quam in Catholica et Electorali Vniversitate Ingolstadiana Praeside Wolfgango Leinberer Soc. Jesu Philosopliae Professore Ordinario, Publicé defendendam suscepit Nobilis ac Doctissimus Dominus Joannes Sigismundus Hueber, Frisingensis Bojus, Philosophiae Baccalaureus, Metaphys. et Medicinae Studiosus. Mense Junio. Anno M.DC.I.XX. Ingolstadii, apud Joannein Simonem Knab, 4°, pp. 28.

### Livros no Google Books
- Theoriae Cometae.
- Eclipsis solis.
- Disputatio Philosophica de Natura et Perfectione Mundi.
- Disputatio Philosophica de Authore et Origine Mundi.